# Blaž Mesiček
Blaž Mesiček, né le 12 juin 1997 à Ljubljana, est un joueur slovène de basket-ball. Il mesure 1,97 m et évolue aux postes de meneur et d'arrière.

## Biographie
Mesiček est formé au KK Grosuplje et rejoint l'Union Olimpija à l'été 2013. Il évolue dans les équipes de jeunes du club et est prêté pour la saison 2014-2015 au KK Škofja Loka, club de seconde division slovène. Le club remporte le championnat de seconde division et Mesiček est le 3e meilleur marqueur de la compétition avec plus de 21 points par rencontre.
À l'été 2015, Mesiček participe au championnat d'Europe des 20 ans et moins avec la Slovénie. L'équipe finit à la 13e position mais Mesiček, pourtant d'un à deux ans plus jeune que les autres joueurs, finit avec 16,6 points (deuxième meilleur marqueur derrière Emmanuel Lecomte) et 5,4 rebonds par rencontre. Ses performances l'amènent à participer au All-Star Game des joueurs européens de 18 ans et moins.
Mesiček revient de prêt pour la saison 2015-2016 et obtient un plus grand rôle dans l'équipe de Ljubljana, devenant même titulaire au poste de meneur lors de la blessure de Zack Wright.
Fin décembre 2016, Mesiček rejoint l'Enel Brindisi, club italien de première division,.

## Palmarès

### En club
- Vainqueur de la coupe de Croatie 2023
- Vainqueur du championnat de seconde division slovène en 2015